# Xanthomelanodes flavipes
Xanthomelanodes flavipes är en tvåvingeart som först beskrevs av Daniel William Coquillett 1897.  Xanthomelanodes flavipes ingår i släktet Xanthomelanodes och familjen parasitflugor. Inga underarter finns listade i Catalogue of Life.